# Formostenus kambaitiensis
Formostenus kambaitiensis är en stekelart som beskrevs av Jonathan 1980. Formostenus kambaitiensis ingår i släktet Formostenus och familjen brokparasitsteklar. Inga underarter finns listade i Catalogue of Life.